# Simson SR1-serie
De Simson SR1 is een bromfiets ("Moped") van het Oost-Duitse merk Simson. Hij werd opgevolgd door de modellen SR2 en SR2E.
In de DDR was het lichte gemotoriseerde vervoer tot 1955 beperkt tot fietsen met een MAW, Steppke of Haza hulpmotor. De MAW motor was feitelijk de door Martin Stolle voor de Gustloff Werke ontwikkelde hulpmotor. Hoewel de merknaam "AWO" bij de motorfietsen nog een tijdje gebruikt werd, kwam er al in 1955 een bromfiets op de markt die luisterde naar de naam "Simson". Het besluit tot de productie van deze bromfiets was al in 1953 door het IFA genomen. Het rijwielgedeelte werd in Suhl ontwikkeld, de motor bij MZ. De motor werd echter geproduceerd bij "Büromaschinenwerk Sommerda", dat was ontstaan uit de Rheinischen Metallwaren- und Maschinenfabrik Düsseldorf-Mehrendorf. De naam SR1 was dan ook samengesteld uit "Simson", "Rheinmetall" en, vanwege het eerste model, "1". 
- De SR1 had een frame dat hoofdzakelijk bestond uit één gebogen buis vanaf het balhoofd naar de onderkant van het zadel. Daardoor was hij geschikt als damesmodel met een lage instap. De voorvork werd afgeveerd door een korte geduwde schommelvork met rubbervering. De 26 inch wielen waren bijna zo groot als die van een fiets. Er was ook achtervering aan boord, die feitelijk verborgen was achter plaatwerk. Ze bestond uit een swingarm die onder het zadel werd afgeveerd door een rubber blok. Er waren twee versnellingen aan boord, die via een draaihendel aan het stuur bediend werden. Het werd een bijzonder succesvol model. In 1957, toen de opvolger "SR2" kwam, waren er 151.000 stuks verkocht.
- Qua plaatwerk had de SR2 meer "vlees op de botten". Daardoor zag de machine er veel forser uit. Voor- en achterspatbord waren groter geworden, die wielen juist kleiner (23 inch) en de banden dikker. Daardoor was de SR2 meer bromfiets en minder gemotoriseerde fiets. Zelfs de fietsbel was vervangen door een elektrische claxon. Van de SR2 werden 390.000 exemplaren verkocht.

- In 1960 verscheen de SR2E, een luxe uitvoering van de SR2 bromfiets, met de "E" van "Export". De machine werd dan ook geëxporteerd naar 45 landen. Dat waren natuurlijk voornamelijk Oostbloklanden, maar ook landen als Frankrijk en Zweden. De schommelvork had langere armen gekregen en zowel voor als achter was de rubbervering vervangen door schroefvering. Het motorblokje was iets sterker: 1,8 pk. Mede dankzij de export werden er wéér meer van verkocht: meer dan 516.000 stuks.

## Technische gegevens Simson SR1, SR2 en SR2E
| Simson               | SR1                  | SR2                  | SR2E                                            |
| -------------------- | -------------------- | -------------------- | ----------------------------------------------- |
| Periode              | 1955-1957            | 1957-1959            | 1959-1964                                       |
| Productieaantal      | 152.000              | 390.000              | 515.000                                         |
| Motor                | M14-225              | M14-225              | M14-225                                         |
| Motor type           | eencilinder tweetakt | eencilinder tweetakt | eencilinder tweetakt                            |
| Koeling              | rijwind              | rijwind              | rijwind                                         |
| boring in mm         | 38                   | 38                   | 38                                              |
| slag in mm           | 42                   | 42                   | 42                                              |
| Cilinderinhoud in cc | 47,6                 | 47,6                 | 47,6                                            |
| Compressieverhouding | 6:1                  | 7:1                  | 7:1, vanaf 1962 7,5:1                           |
| Max. Vermogen in pk  | 1,5 bij 5.000 tpm    | 1,5 bij 5.000 tpm    | 1,5 bij 5.000 tpm, vanaf 1962 1,8 bij 5.500 tpm |
| Topsnelheid in km/h  | 45                   | 45                   | 45                                              |
| Versnellingen        | 2                    | 2                    | 2                                               |
| Gewicht in kg        | 46                   | 54                   | 55                                              |
| Voorganger           | geen                 | SR1                  | SR2                                             |
| Opvolger             | SR2                  | SR2E                 | SR4-1                                           |